# فلسفه محیط زیست (نشریه)
فلسفه محیط زیست (به انگلیسی: Environmental Philosophy)، یک مجله علمی بررسی شده است که مقالات، مقالات مروری و بحث‌های مربوط به تمامی زمینه‌های فلسفه زیست‌محیطی را منتشر می‌کند. این مجله در سال ۲۰۰۴ تأسیس شد و توسط تد تادواین (دانشگاه ایالتی پنسیلوانیا) ویرایش می‌شود. حمایت مالی از این نشریه توسط انجمن بین‌المللی فلسفه محیط زیست صورت می‌گیرد و انتشار آن نیز توسط مرکز مستندات فلسفی انجام شده‌است. این مجله دو بار در سال و در ماه‌های می و نوامبر منتشر می‌شود.